# Perigonia divisa
Perigonia divisa är en fjärilsart som beskrevs av Augustus Radcliffe Grote och Robinson 1865. Perigonia divisa ingår i släktet Perigonia och familjen svärmare. Inga underarter finns listade i Catalogue of Life.